# Triplochiton
Triplochiton är ett släkte av malvaväxter. Triplochiton ingår i familjen malvaväxter.
Kladogram enligt Catalogue of Life:
| Triplochiton | \| \| Triplochiton scleroxylon \| \| \| \| \| \| Triplochiton zambesiacus \| \| \| \| |
|              | \| \| Triplochiton scleroxylon \| \| \| \| \| \| Triplochiton zambesiacus \| \| \| \| |
|              | Triplochiton scleroxylon                                                              |
|              |                                                                                       |
|              | Triplochiton zambesiacus                                                              |
|              |                                                                                       |

## Bildgalleri

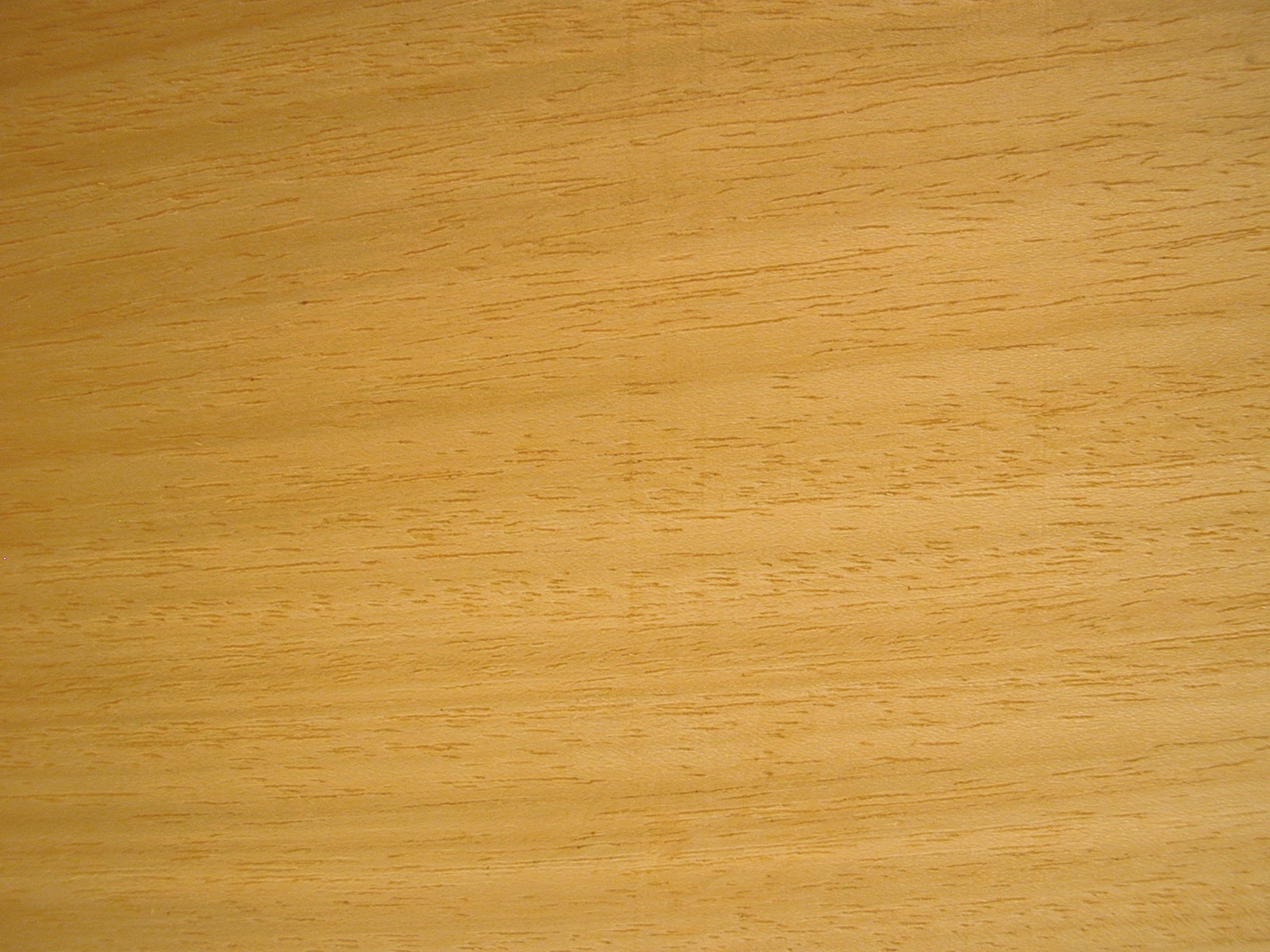